# Mimeneset
Die Mimeneset (norwegisch) ist ein Felsvorsprung im ostantarktischen Königin-Maud-Land. In der Gjelsvikfjella ragt er am westlichen Ende des Trollkammen auf.
Wissenschaftler des Norwegischen Polarinstituts benannten ihn 2007 in Anlehnung an die Benennung des benachbarten Mimebrønnen.